# Нојендорф бај Елмсхорн
Нојендорф бај Елмсхорн (њем. Neuendorf b. Elmshorn) општина је у њемачкој савезној држави Шлезвиг-Холштајн. Једно је од 112 општинских средишта округа Штајнбург. Према процјени из 2010. у општини је живјело 912 становника. Посједује регионалну шифру (AGS) 1061074.

## Географски и демографски подаци
Нојендорф бај Елмсхорн се налази у савезној држави Шлезвиг-Холштајн у округу Штајнбург. Општина се налази на надморској висини од 6 метара. Површина општине износи 15,8 km². У самом мјесту је, према процјени из 2010. године, живјело 912 становника. Просјечна густина становништва износи 58 становника/km².

## Међународна сарадња
| Мјесто | Држава    | Врста сарадње | Од    |
| ------ | --------- | ------------- | ----- |
|        | Пољска    | партнерство   | 1993. |
| Рајсио | Финска    | партнерство   | 2000. |
|        | Француска | партнерство   | 1987. |
| Извор  |           |               |       |